# Krzysztof Nitsch
Krzysztof Szczepan Nitsch (ur. 1948 w Zabrzu) – polski rzeźbiarz i medalier.

## Życiorys
Syn Roberta. Studiował w Akademii Sztuk Pięknych w Krakowie, uczył się u prof. Jerzego Bandury i prof. Stefana 
Borzęckiego. Uzyskał dyplom oraz medal dla najlepszego studenta w 1975 roku. Od 1975 roku pracował w Akademii Sztuk Pięknych w Krakowie jako asystent prof. Jerzego Bandury, następnie jako asystent prof. Mariana Koniecznego.
Od 1973 roku mieszka w Gliwicach. W połowie lat siedemdziesiątych XX wieku wstąpił do Związku Polskich Artystów Plastyków, następnie później – do Związku Artystów Rzeźbiarzy. W 1983 roku założył Pracownię Odlewnictwa w ASP w Krakowie, którą prowadzi samodzielnie. Uzyskał stopień naukowy profesora w 1997 roku.
Brał udział w ogólnokrajowych wystawach i w prezentacjach sztuki polskiej za granicą. Zdobył liczne nagrody i wyróżnienia artystyczne. W 2009 roku otrzymał Srebrny Medal „Zasłużony Kulturze Gloria Artis” oraz w tymże roku został Honorowym Obywatelem Gliwic. Odznaczony Złotym Krzyżem Zasługi (1998) oraz Krzyżem Kawalerskim (2013) i Oficerskim (2020) Orderu Odrodzenia Polski. W swoim domu (dawna remiza strażacka) w Gliwicach-Sośnicy tworzy przez lata osobiste muzeum-galerię.
Za zasługi dla rozwoju światowej sztuki rzeźbiarskiej i medalierstwa oraz promocji Miasta Zabrze jako światowego ośrodka kultury, 28 września 2022 roku otrzymał tytuł Honorowego Obywatela Miasta Zabrze.

## Nagrody
- I i III nagroda Międzynarodowym Biennale Małych Form Rzeźbiarskich w Rawennie (1983)[11]
- I Nagroda na Międzynarodowym Sympozjum Rzeźby, Węgry (1987)[11]
- I Nagroda w Międzynarodowym Konkursie „Człowiek i woda” Niemcy (1990)[11]
- I Nagroda w Międzynarodowym Konkursie III Qadriennale Medalierstwa, Słowacja (1993)[11]
- Grand Prix na Salonie Rzeźby Wiosna ’98 (1998)[1][12]
- medal i wyróżnienie na Światowej Wystawie FIDEM w Hadze (1998)[12]
- Złoty Laur Fundacji Kultury Polskiej[12] „Za Mistrzostwo w Sztuce” (1999)[11]
- Złoty Wawrzyn od Polskiego Komitetu Olimpijskiego (2001)[12]
- Nagroda Towarzystwa Allianz w dziedzinie kultury (2002)[12]
- Złoty Medal w Ogólnopolskim Salonie Rzeźby w Warszawie (2003)[1]
- III Nagroda na Międzynarodowym Konkursie Biennale „Dante Europejczyk” we Włoszech (2003)[1]
- nagroda Prezydenta miasta Gliwice[12]
- nagroda Towarzystwa Przyjaciół Gliwic za osiągnięcia w dziedzinie kultury[12]
- Śląska Nagroda im. Juliusza Ligonia[12] (2008)[13]
- laureat VIII edycji konkursu „Marka Śląskie” w kategorii Osobowość Roku (2017)[12]

## Twórczość
- kompozycja rzeźbiarska przy radiostacji gliwickiej[12]
- fontanna Żywy obraz na dziedzińcu Willi Caro w Gliwicach[12]
- pomnik Ofiarom wojen i totalitaryzmów w gliwickim Parku Chopina[12]
- kompozycja rzeźbiarska (tablica[14]) TORA na miejscu synagogi w Gliwicach[12]
- ołtarz Krzew w Sanktuarium Bożego Miłosierdzia w Krakowie-Łagiewnikach we współpracy z Witoldem Cęckiewiczem (2002)[12]
- pomnik (popiersie) Gabriela Narutowicza w Szwajcarii przy elektrowni wodnej Mühleberg(inne języki)[15] (2009)[12]
- rzeźba Ku słońcu I w Gliwicach (2010)[12]
- rzeźba Ku słońcu II w Gliwicach (2012)[12]
- statuetka dla Ministerstwa Spraw Zagranicznych: Nagroda Solidarności (2014)[12]
- medal Przeszłość–Przyszłość dla Muzeum Monet i Medali w Kremnicy (2015)[12]
- tablica pamięci Wilhelma von Blandowskiego w Gliwicach (2015)[12]
- kompozycja przestrzenna pamięci Tadeusza Różewicza w Gliwicach (2015)[12]
- rzeźba z cyklu Nasza Ojczyzna dla Śląskiego Ogrodu Botanicznego w Mikołowie (2016)[12]
- statuetka dla laureatów Nagrody Żółtej Ciżemki (około 2017)[12]

## Galeria

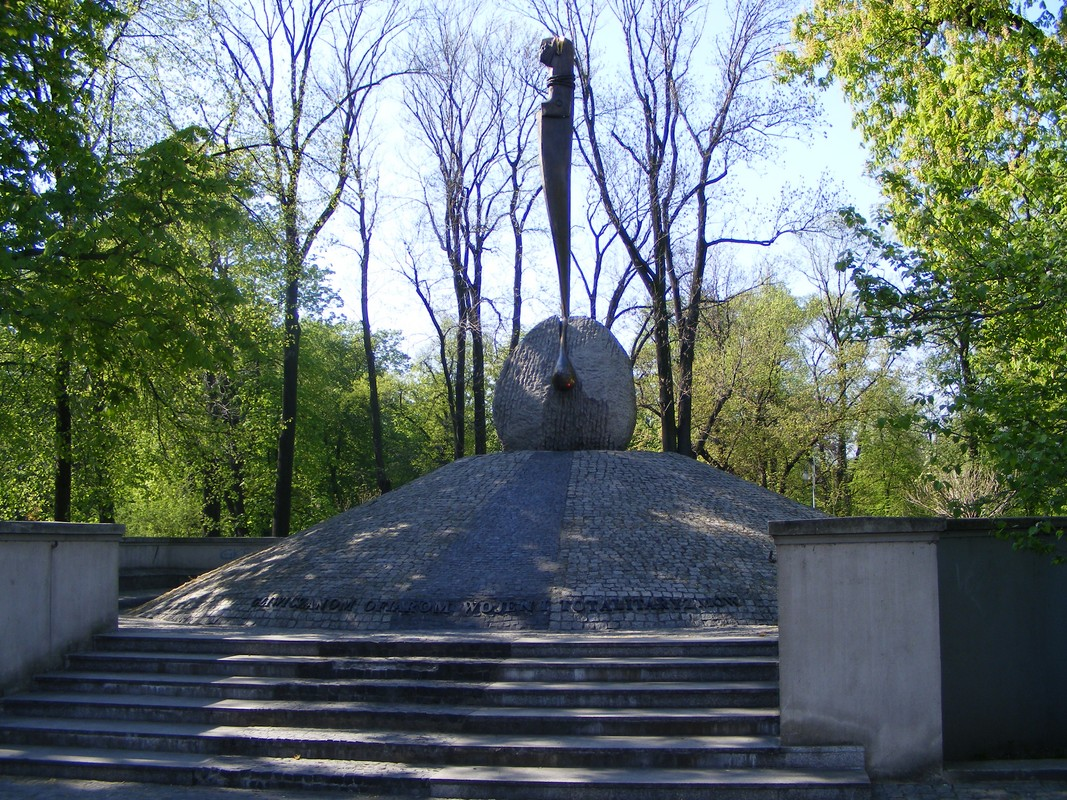
Pomnik Ofiarom wojen i totalitaryzmów
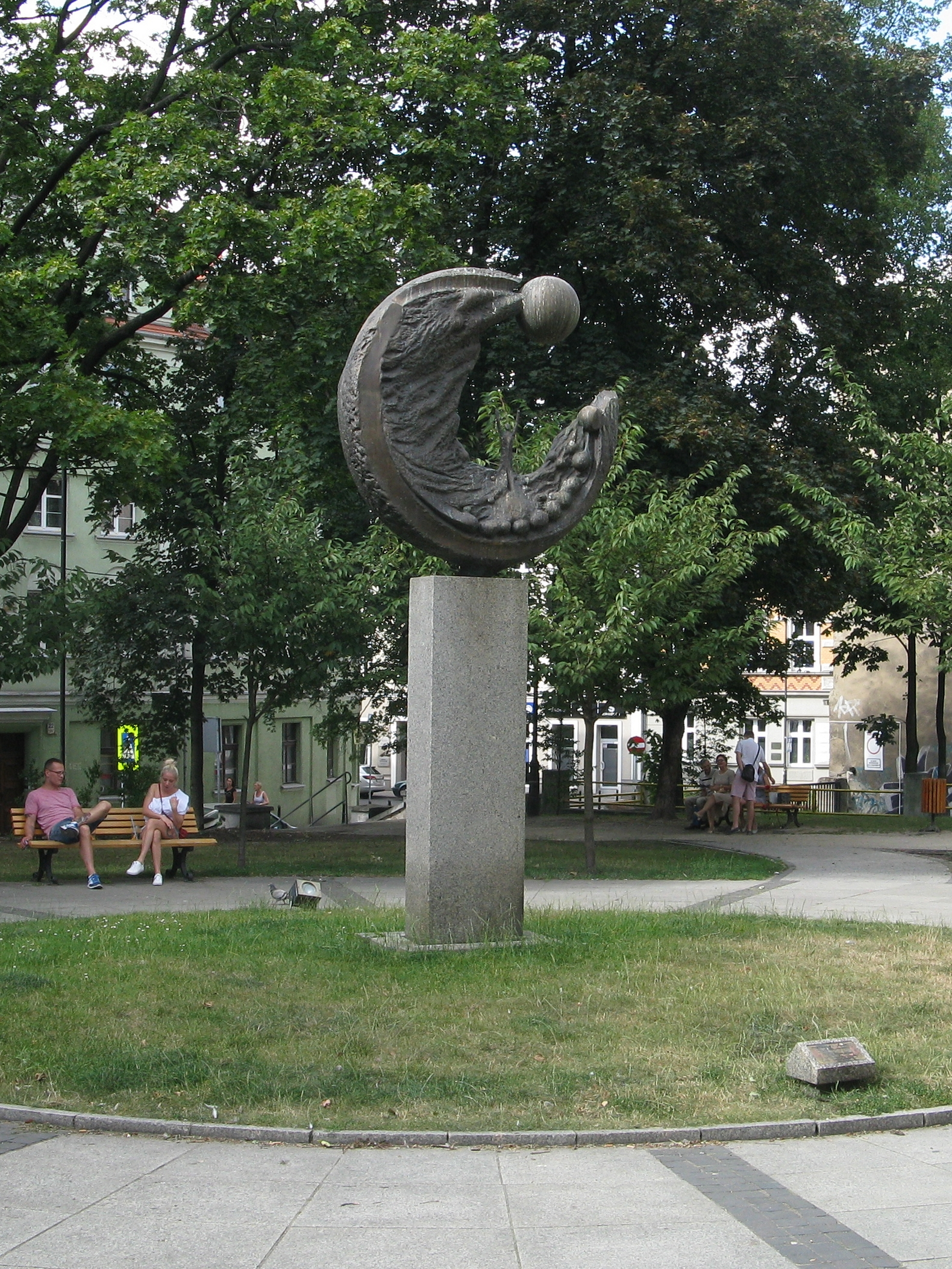
Rzeźba Ku słońcu I
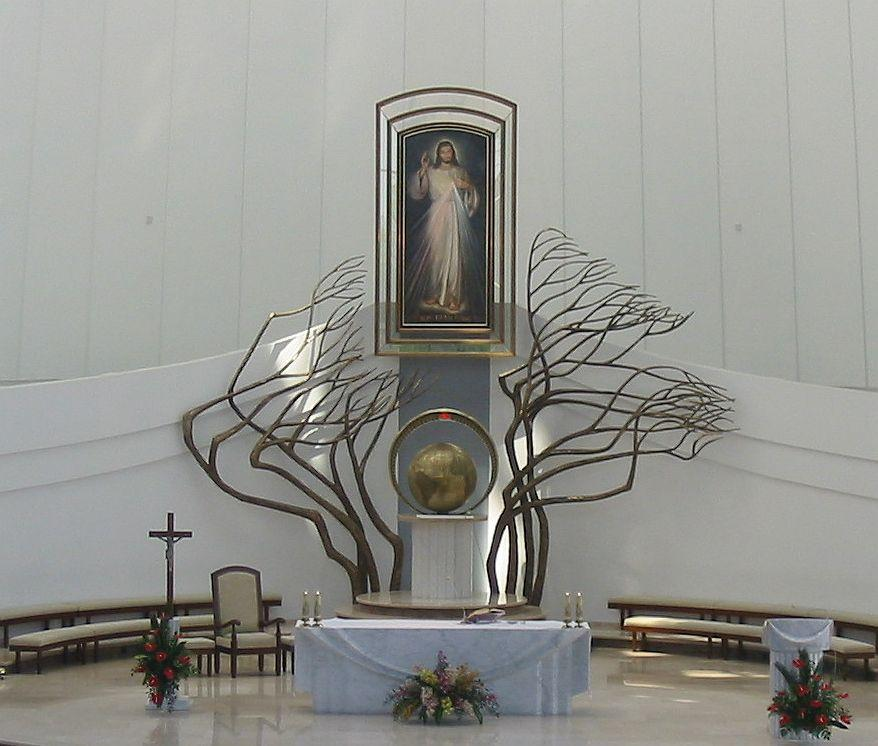
Ołtarz Krzew
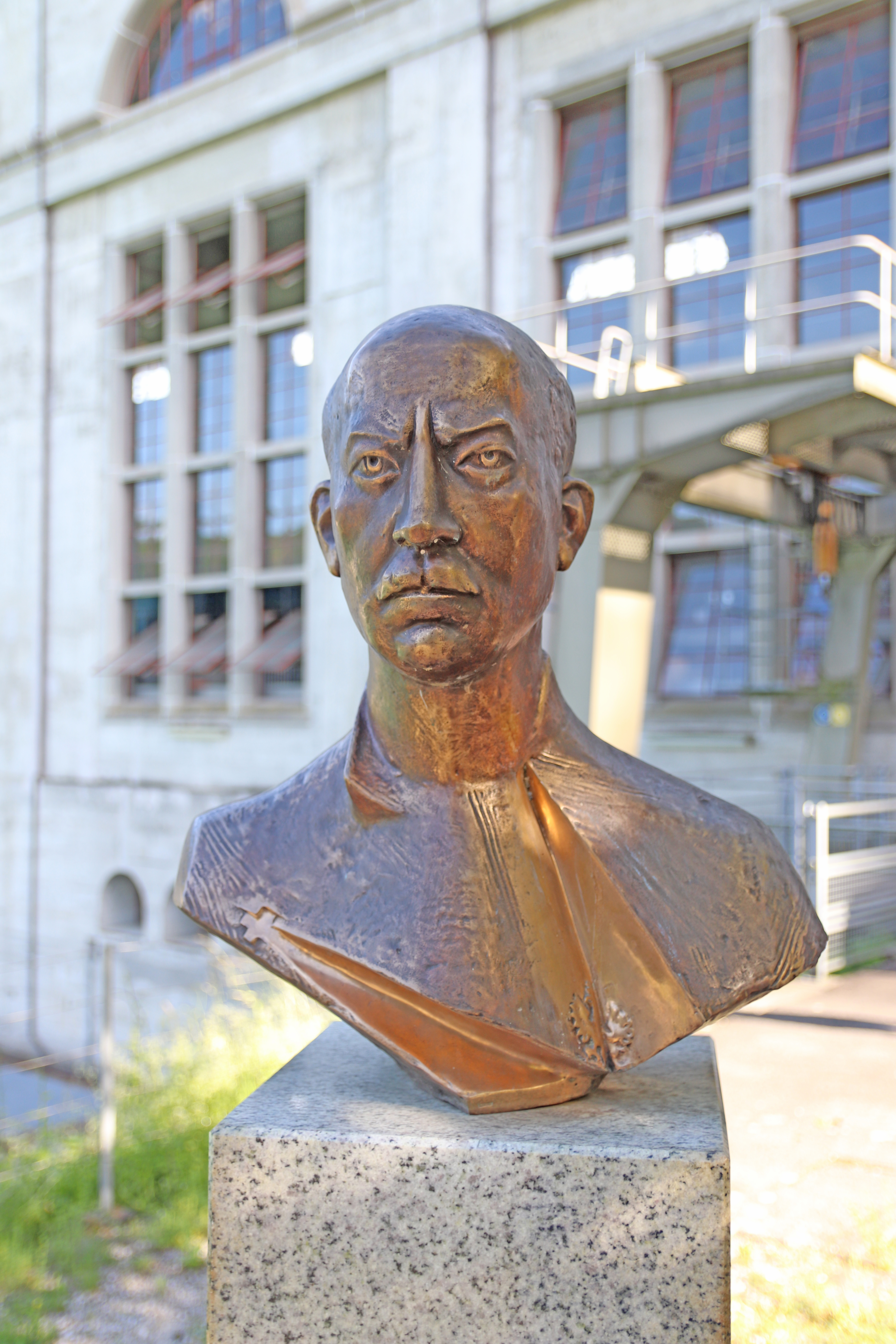
Pomnik Gabriela Narutowicza
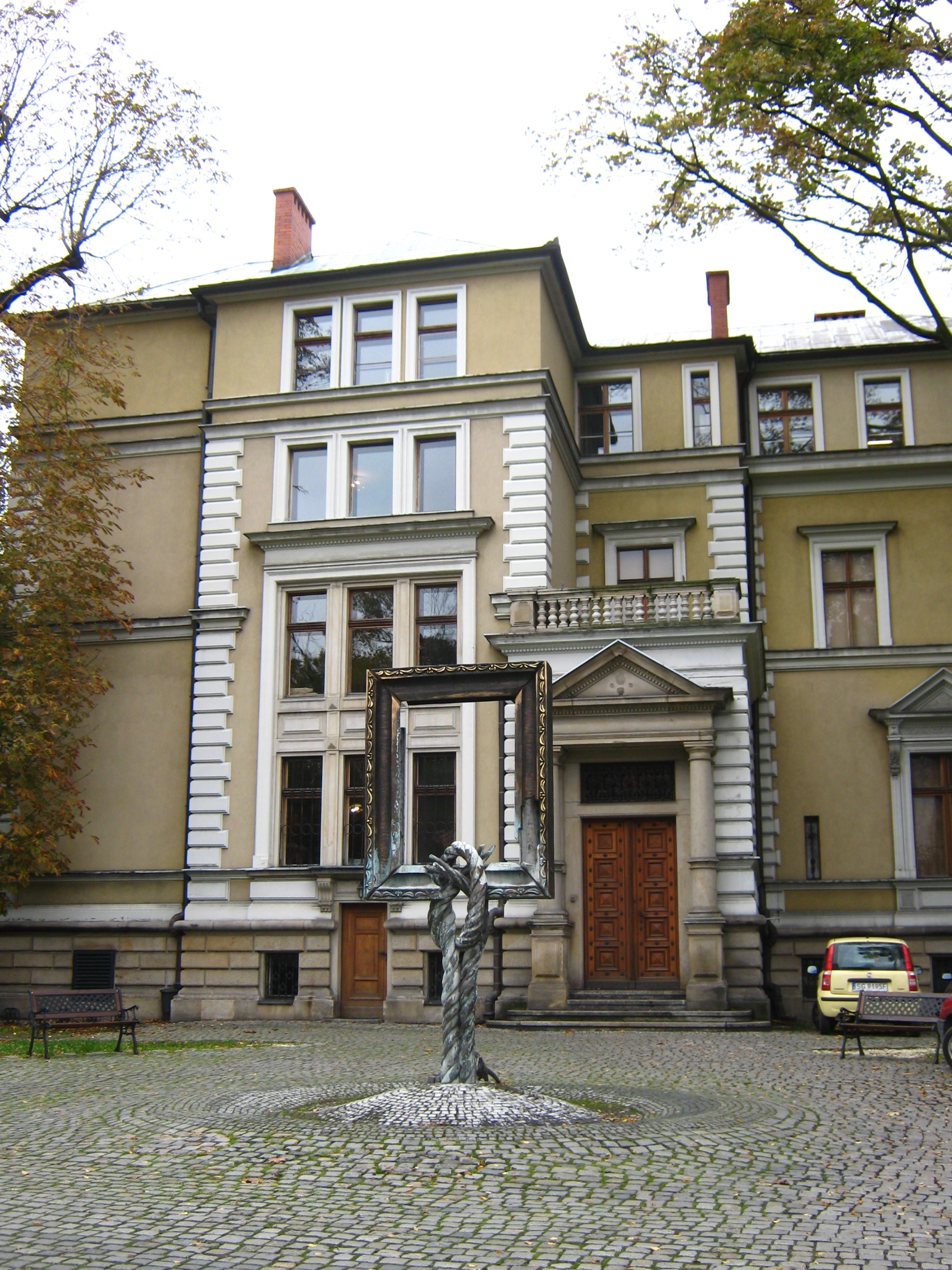
Fontanna Żywy obraz
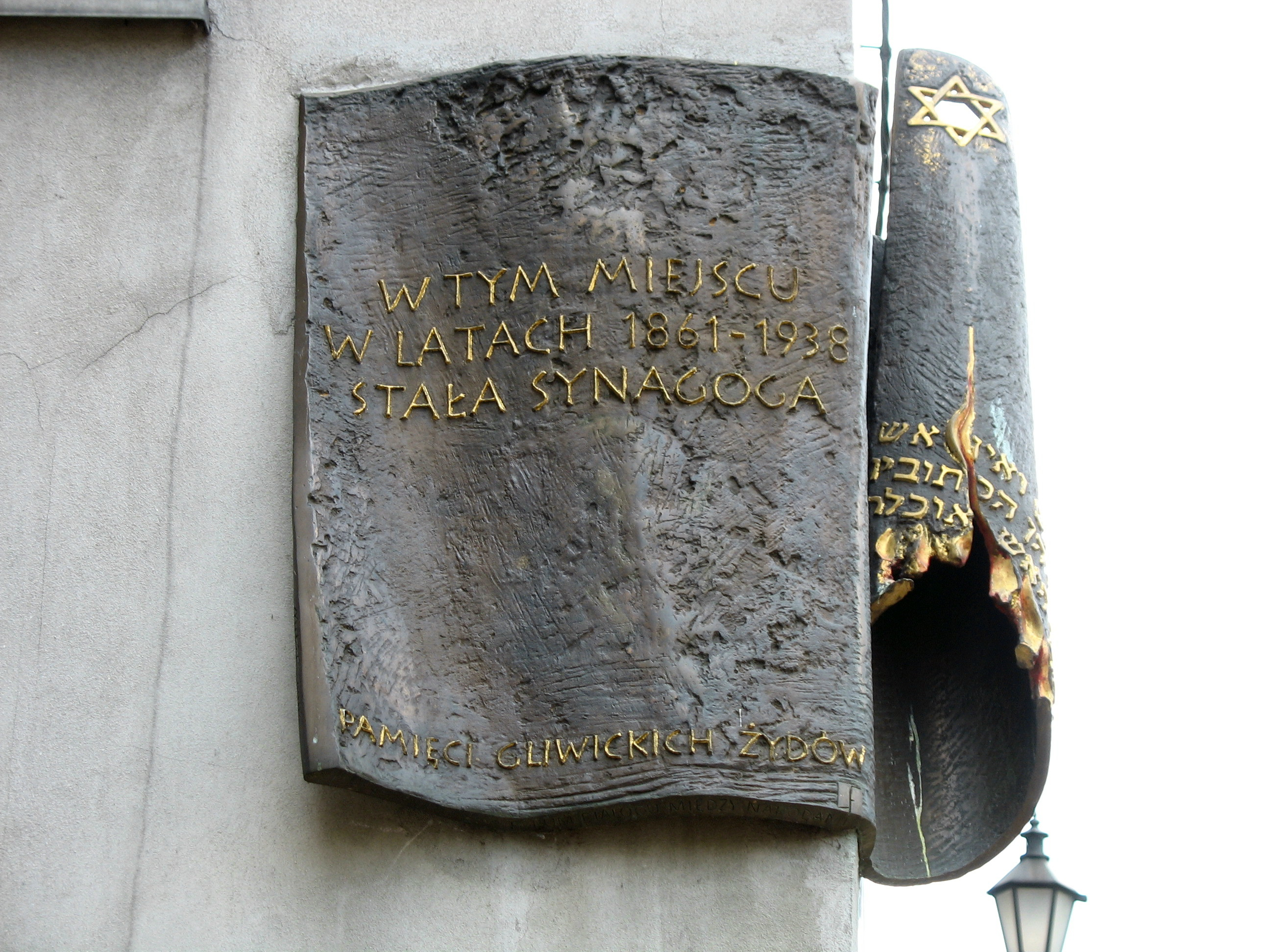
Tablica TORA
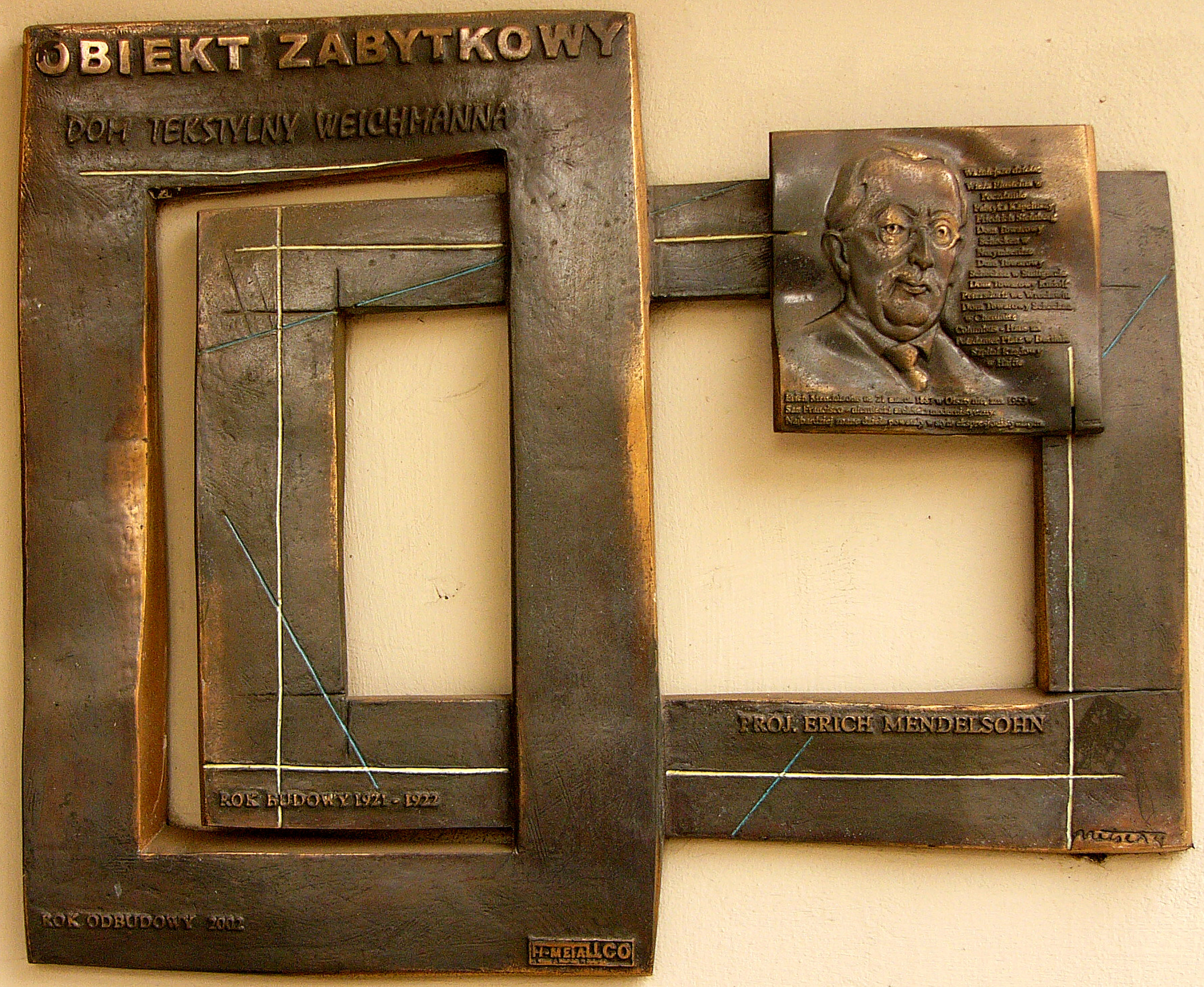
Tablica na domu tekstylnym Weichmanna w Gliwicach
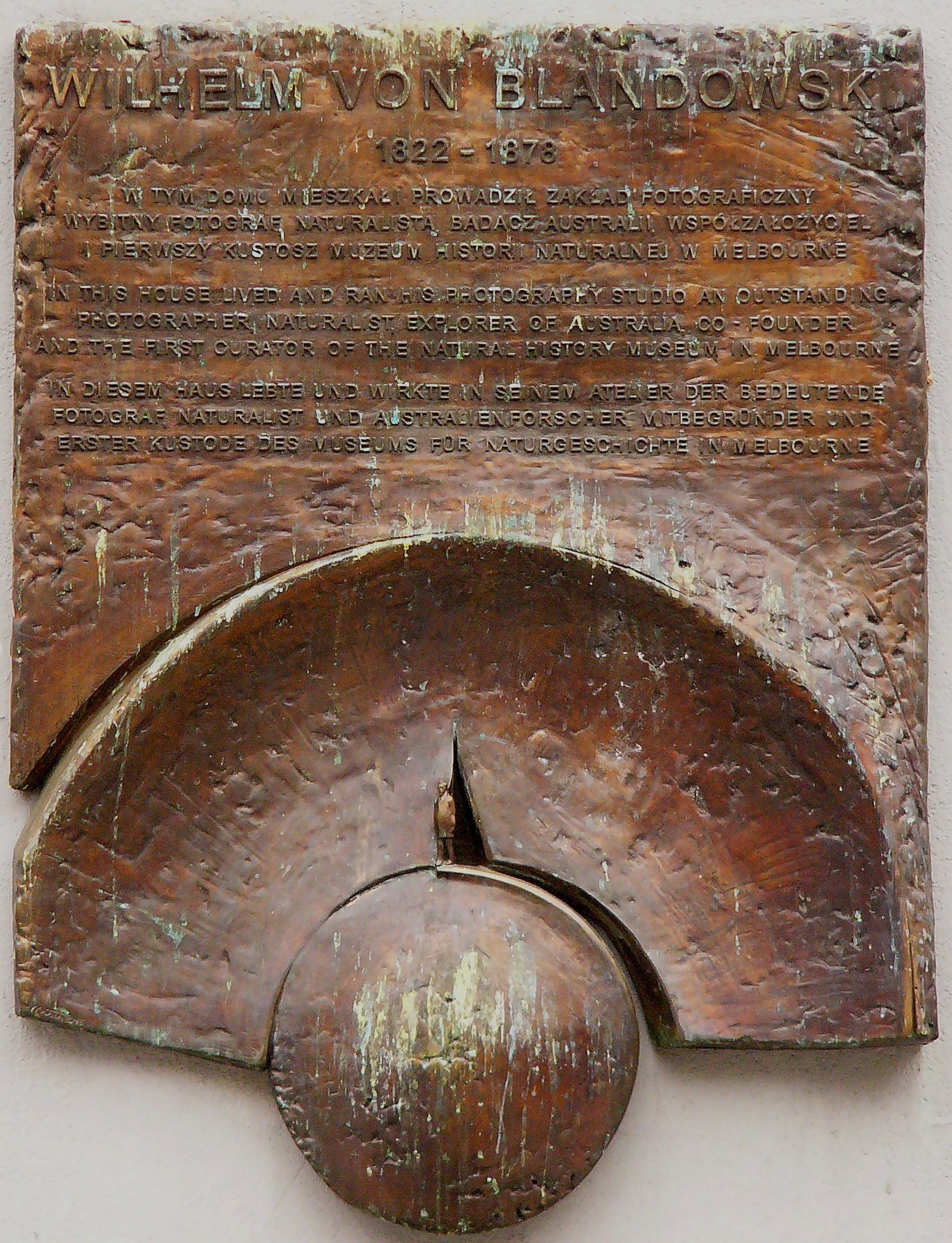
Tablica pamięci Wilhelma von Blandowskiego
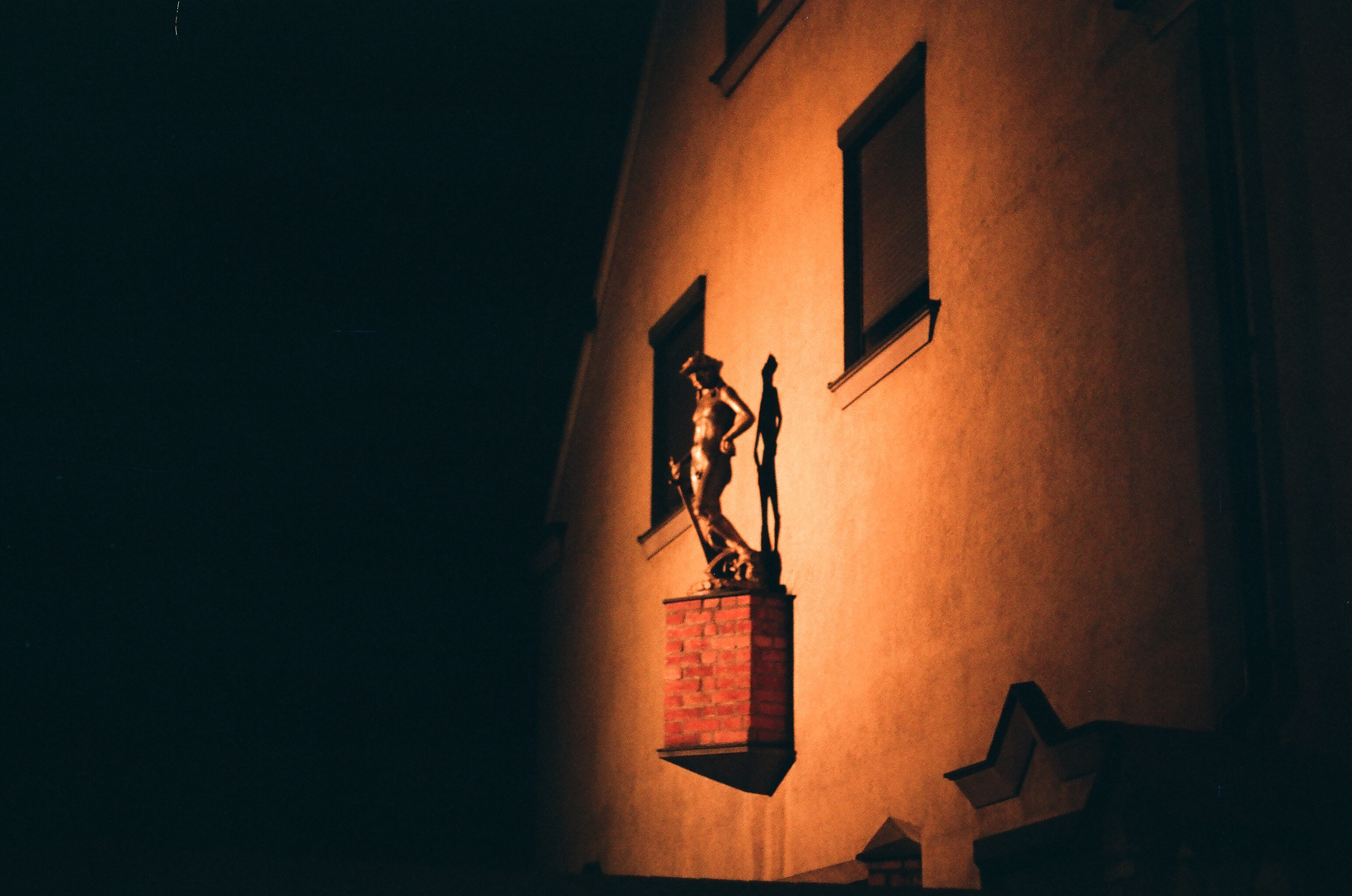
Statua na domu Krzysztofa Nitscha w Gliwicach-Sośnicy